# マロ環礁
座標: 北緯25度24分54秒 西経170度35分24秒 / 北緯25.41500度 西経170.59000度

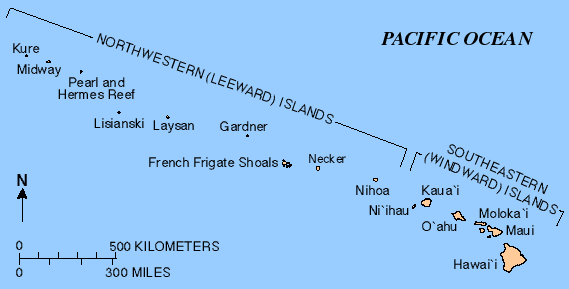
ハワイ諸島および北西ハワイ諸島

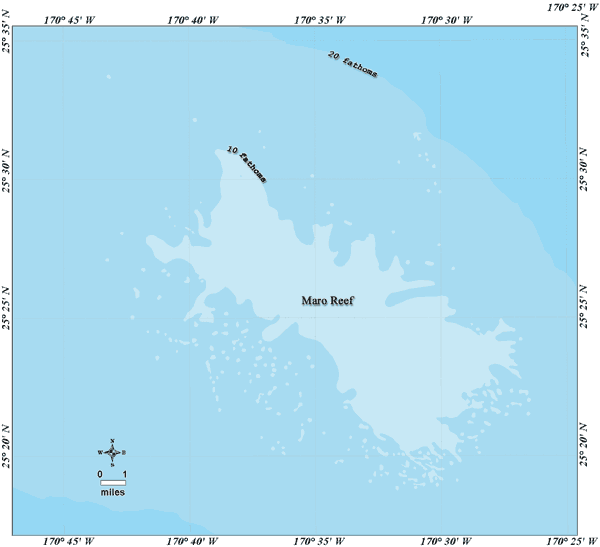
マロ環礁の地形図

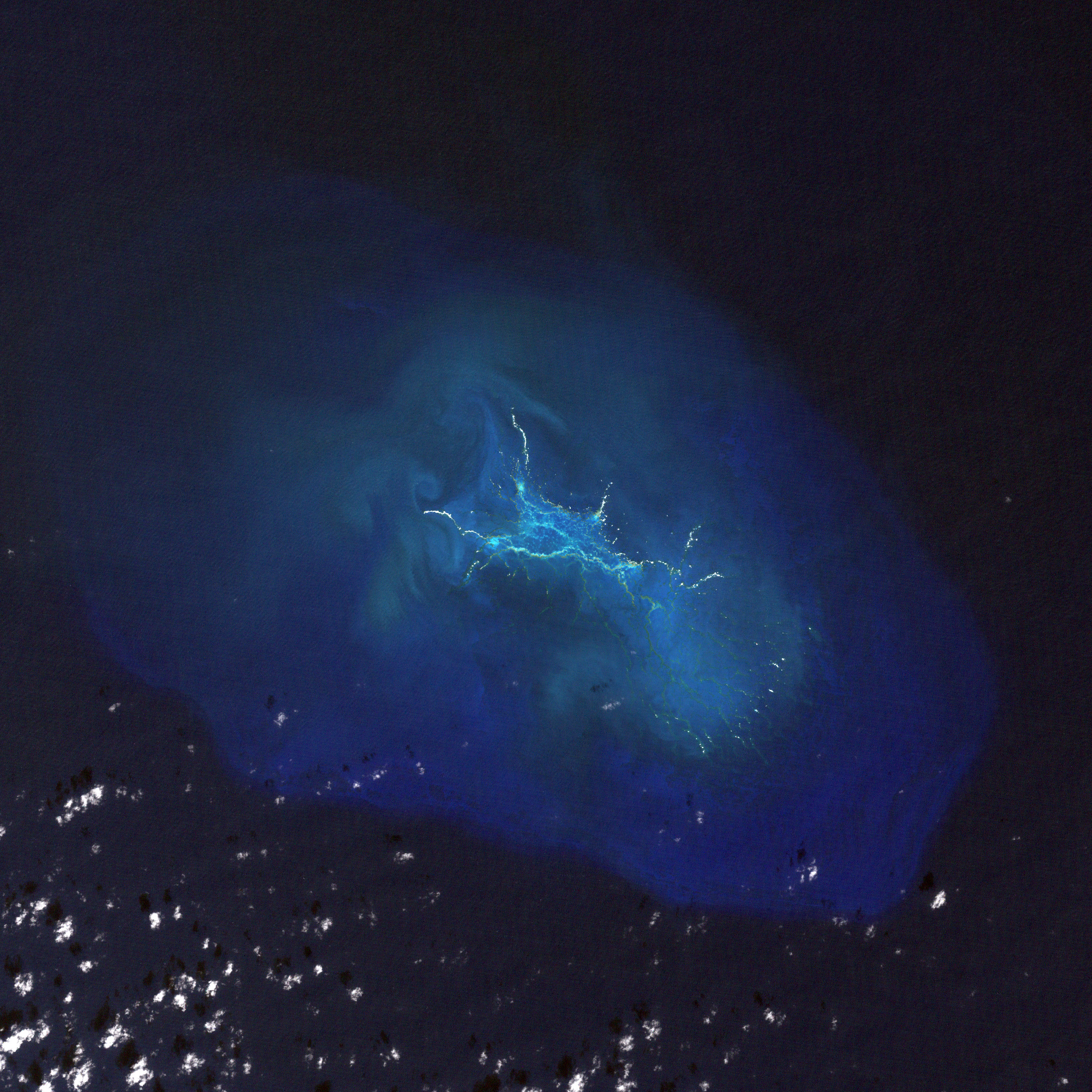
マロ環礁の衛星写真

マロ環礁(マロかんしょう、Maro Reef,ハワイ名:Nalukākala)はホノルルから1370km北西に位置する火山島である。その場所は北緯25度25分、西経170度35分で北西ハワイ諸島に属する。
1820年にジョセフ・アレン艦長率いるマロ号によって発見されたため、この名がある。
広大な水域は1934km2あり、これは北西ハワイ諸島の中でもかなり大きな部類に入る。この周辺海域には37種にも及ぶサンゴが生息している。
マロ環礁には、約4000平方メートルの乾燥した地帯があり、干満により水没することがある。一部の科学者から荒波に弱く珊瑚礁が切り離され、死滅してしまうおそれがあると指摘されている。

1957年10月8日にバラストを積載したミッション・サン・ミゲル号が珊瑚礁に座礁し沈没した。
南のダウセット環礁では1900年5月14日、帆船マクネア号が沈没した。乗員33人はボートでレイサン島に渡り生還した。